# Ram Dass

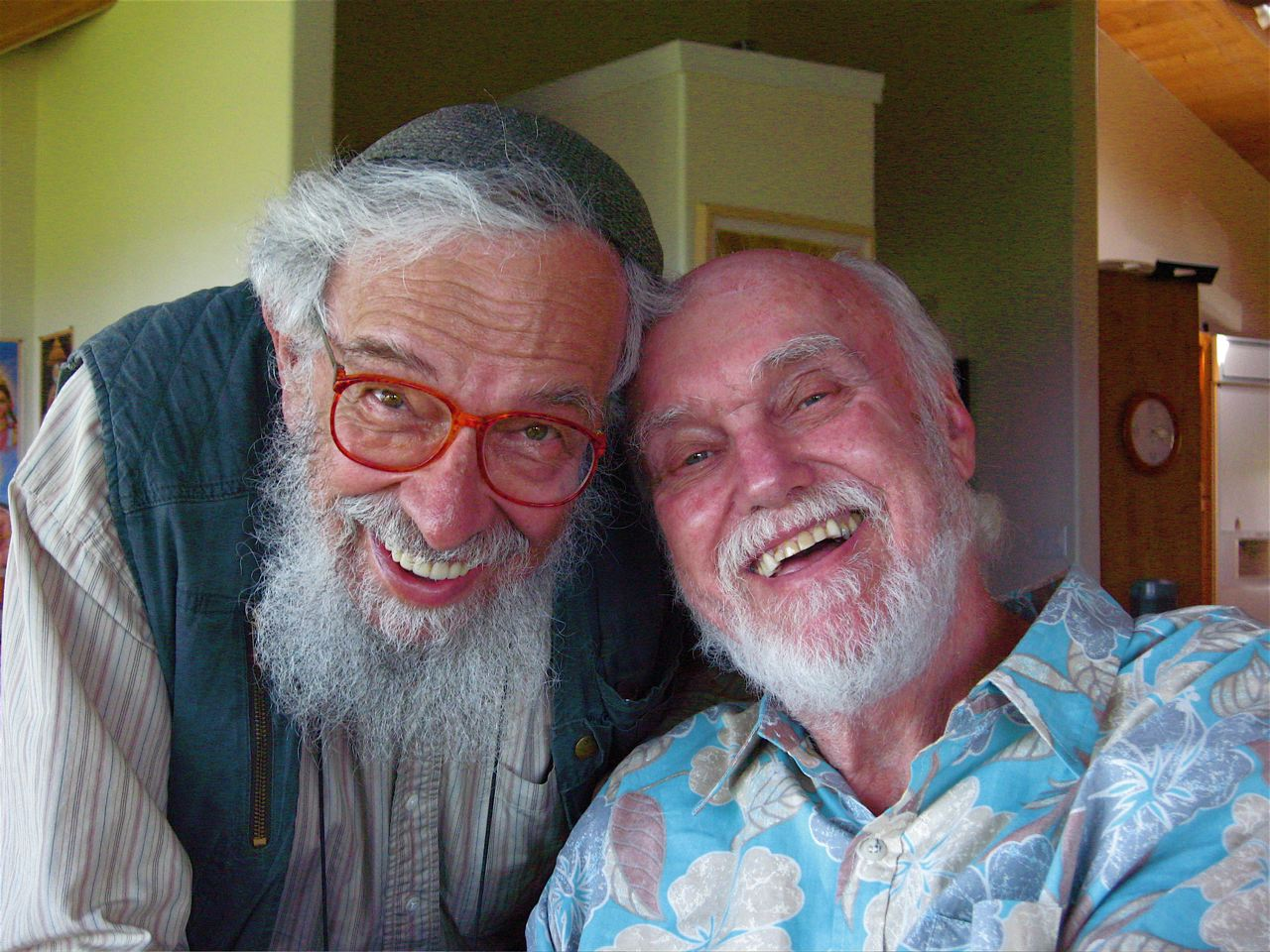
Ram Dass (rechts) mit Zalman Schachter-Shalomi (2008)

Richard Alpert alias (Baba) Ram Dass (* 6. April 1931 in Boston, Massachusetts; † 22. Dezember 2019 in Maui, Hawaii) war ein US-amerikanischer Psychologe und spiritueller Lehrer. Er war Professor für Psychologie an der Harvard-Universität, bevor er sich dem Hinduismus zuwendete, bewusstseinserweiternde Experimente machte und seine so gewonnenen spirituellen Erkenntnisse einem breiten Publikum lehrte.

## Leben
Nach seinem Psychologiestudium machte er an der Tufts University den Bachelor of Arts, erreichte an der Wesleyan University den Mastergrad und promovierte anschließend an der Stanford-Universität. Gemeinsam mit Ralph Haber unternahm er 1958 die erste empirische Studie zur Prüfungsangst.
Timothy Leary und Alpert wurden 1963 aus Harvard entlassen, nachdem sie im Rahmen des Harvard Psilocybin Project umstrittene Untersuchungen, z. B. zur Wirkung von LSD, durchgeführt hatten. Danach setzten sie ihre Experimente privat in New York fort.
1967 reiste Alpert nach Indien, wo er sich in Meditationspraktiken und Yoga vertiefte. Nachdem er Neem Karoli Baba, einen Hindu-Guru in Uttar Pradesh, getroffen hatte und zu seinem Anhänger geworden war, konvertierte er zum Hinduismus und wurde Ram Dass (übersetzt „Diener Gottes“). Nach seiner Rückkehr in die USA gründete Ram Dass Vereine, die sich der Bewusstseinserweiterung widmeten und spirituelles Wachstum fördern wollten.
1997 erlitt er einen Schlaganfall, der eine Aphasie auslöste, dennoch konnte er weiter als Lehrer arbeiten. 2004 zog er nach einer weiteren schweren Erkrankung nach Maui, Hawaii, wo er bis zu seinem Tod im Jahr 2019 jährliche Retreats mit anderen spirituellen Lehrern veranstaltete.

## Veröffentlichungen
- 1958: mit Ralph Haber als Richard Alpert: Test Anxiety, in: Journal of Abnormal and Social Psychology, Band 13.
- 1971: Be Here Now. Lama Foundation, San Cristobal, New Mexico, ISBN 978-0-517-54305-4.
  - 1996: Sei jetzt hier: Ein dreiteiliges Handbuch für die Reise ins Innere Zentrum. Sadhana Verlag Berlin, ISBN 978-3922610007.
- 2010: mit Ralph Metzner: Birth of a Psychedelic Culture: Conversations about Leary, the Harvard Experiments, Millbrook and the Sixties. Synergetic Press, Santa Fe. ISBN 978-0-907791-38-6
  - 2018: Geburt einer psychedelischen Kultur: Gespräche über Leary, die Harvard Experimente, Millbrook und die 60er Jahre, Solothurn. ISBN 978-3037885499